# ویل پلت (لوئیزیانا)
ویل پلت (به انگلیسی: Ville Platte) شهری در ایالت لوئیزیانا کشور ایالات متحده آمریکا است که جمعیت آن در سرشماری سال ۲۰۱۰ میلادی، ۷٬۴۳۰ نفر بوده‌است.